# Iñaki de Juana Chaos
José Ignacio de Juana Chaos, más conocido como Iñaki de Juana Chaos (Legazpia, 21 de septiembre de 1955), es un exmiembro de la banda terrorista vasca ETA, que tras su detención en 1987, fue condenado judicialmente por su participación en 25 asesinatos a casi 3.000 años de prisión, de los que cumplió 18 años de acuerdo al Código Penal bajo el que fue juzgado y el principio de no retroactividad de las disposiciones penales perjudiciales para el reo. Se encuentra fugado desde 2008, y en búsqueda y captura por orden de la Audiencia Nacional.
Desde el 2006 se convirtió en una figura mediática con repercusiones políticas debido entre otros motivos, a su falta de arrepentimiento, generándose un amplio debate sobre el sistema penal y penitenciario español.
En 2015, fue encontrado en la localidad venezolana de Chichiriviche, en donde actualmente reside y regenta una licorería llamada Jock's.

## Infancia y formación
Su padre, Daniel de Juana Rubio era médico, natural de Miranda de Ebro (Burgos) y participó en la Guerra Civil como teniente asimilado en el ejército franquista, siendo condecorado con una medalla de campaña, dos cruces rojas y una cruz de guerra. Se afilió a la Falange en 1943. Su madre, Esperanza Chaos, nacida en los años veinte en Tetuán, capital del protectorado español de Marruecos, era hija de un militar, destinado allí en aquella época. 
El matrimonio se trasladó a Legazpia debido al trabajo de Daniel de Juana, médico de la empresa del empresario Patricio Echeverría Elorza (que obtuvo el título de conde de Echeverría de Legazpia durante el franquismo), una de las principales acerías de Guipúzcoa. La casona donde nacieron y vivieron los dos hijos del matrimonio, Altamira (actualmente divorciada de Jesús María Herrera, hijo del comandante del Ejército José María Herrera, asesinado por ETA en 1977) y José Ignacio, estaba junto a la casa cuartel de la Guardia Civil en el pueblo. Ignacio de Juana jugaba frecuentemente al fútbol con los hijos de los guardias civiles[cita requerida]. Cuando aún era un niño se trasladó a San Sebastián con su familia, donde residió hasta 1983.
Cursó estudios de Enfermería. Hizo el servicio militar en Alcalá de Henares, recibiendo una mención del ayuntamiento de Madrid el 27 de mayo de 1977 por su participación en la extinción de un incendio que se declaró en la ciudad entre los días 15 y 20 de abril de ese año. Fue militante del grupo de extrema derecha Fuerza Nueva.
Formó parte de la primera promoción de la Ertzaintza (creada en 1982). Sin embargo, en 1983 huyó a Francia, tras descubrirse su pertenencia a ETA. Las pesquisas policiales sobre su vinculación con ETA las había originado la detención de un miembro de ETA con armas robadas en una Comisaría de la Ertzaintza.

## Actividad terrorista
A comienzos de 1986, De Juana se convirtió en el responsable del llamado «comando Madrid», que había sido entrenado en Argelia. Desde 1985 hasta su detención en Madrid en 1987, participó en distintos atentados terroristas que causaron la muerte a 25 personas. 
Entre otros, confesó la autoría del atentado perpetrado con coche bomba el 14 de julio de 1986 en la plaza de la República Dominicana de Madrid contra un convoy de la Guardia Civil, en el que murieron doce agentes en prácticas de la Agrupación de Tráfico y 45 personas más resultaron heridas.
La mayor parte de las víctimas del comando lo fueron en atentados con coche bomba, los cuales estaban habitualmente cargados con abundante metralla «para hacer más daño». Según el testimonio de Juan Manuel Soares Gamboa, miembro arrepentido de ETA que acabó entregándose y colaborando con la justicia, era De Juana quien, dentro del citado «comando Madrid», seleccionaba las víctimas y decidía quién tenía que disparar contra ellas.

### Atentados en los que ha participado
Los atentados en los que participó y las personas asesinadas por De Juana y sus compañeros del "comando Madrid" fueron los siguientes, todos en la capital de España:
- 12 de junio de 1985. El «comando Madrid» ataca con metralletas el coche oficial en el que viajaban el coronel del Ejército Vicente Romero y a su chófer, Juan García Jiménez, soldado del Ejército. Ambos resultaron muertos. Los terroristas dejaron una bomba-trampa en el vehículo con el que huyeron del escenario del crimen. En la explosión del vehículo resulta muerto el agente de la Policía Nacional y artificiero Esteban del Amo.
- 29 de julio de 1985. El vicealmirante de la Armada Fausto Escrigas Estrada muere tras el ametrallamiento de su vehículo.
- 9 de septiembre de 1985. Un coche bomba explota al paso de un furgón de la Guardia Civil en la plaza de la República Argentina. Aunque ningún agente murió, el ciudadano estadounidense Eugene Kenneth Brown, que paseaba por la zona, resulta muerto debido a la onda expansiva.
- 25 de abril de 1986. Un coche bomba cargado con 25 kilos de goma 2 y metralla hace explosión al paso de un Land Rover de la Guardia Civil en el que viajaban nueve guardias civiles con misiones de vigilancia en las embajadas del barrio de Salamanca en el cruce entre las calles de Juan Bravo y Príncipe de Vergara. Cinco agentes de la Guardia Civil resultan muertos: Juan Carlos González, Vicente Javier Domínguez, Juan José Catón Vázquez, Juan Mateos Pulido y Alberto Alonso Gómez.
- 17 de junio de 1986. El coche oficial en el que viajaban el comandante Ricardo Sáenz de Ynestrillas, el teniente coronel Carlos Vesteiro Pérez y al soldado Francisco Casillas Martín es ametrallado, resultando muertos los tres ocupantes del vehículo.
- 14 de julio de 1986. Una furgoneta bomba cargada de explosivos, conectados a su vez a cinco ollas a presión repletas de tuercas, tornillos y eslabones de cadena, estalla al paso de un autobús de la Guardia Civil en la plaza de la República Dominicana con 54 agentes en prácticas de la Agrupación de Tráfico de entre 25 y 19 años de edad. Doce agentes resultaron muertos: Jesús María Freixes Montes, Santiago Iglesias Godino, Carmelo Bella Álamo, Miguel Ángel Cornejo Ros, José Calvo Gutiérrez, Andrés José Fernández Pertierra, Antonio Lancharro Reyes, José Joaquín García Ruiz, Jesús Jiménez Gimeno, Juan Ignacio Calvo Guerrero, Javier Esteban Plaza y Ángel de la Higuera López. Como declaró uno de los terroristas en el juicio, Esteban Esteban Nieto, la intención era causar «el mayor número de bajas posible».[6]
- 21 de julio de 1986. Lanzamiento de varias granadas anticarro contra la sede del Ministerio de Defensa. El atentado no produjo víctimas mortales.

También trató de asesinar en 1986 al fiscal general del Estado, Luis Antonio Burón Barba y al presidente del Tribunal Supremo Antonio Hernández Gil.

## Detención (1987) y prisión
De Juana fue detenido en la madrugada del 16 de enero de 1987 en un piso franco de Madrid, con el resto de componentes del "Comando Madrid": Esteban Esteban Nieto, Inmaculada Noble Goikoetxea (que sería posteriormente su compañera sentimental), Antonio Troitiño Arranz, María Teresa Rojo y Cristina Arrizabalaga Vázquez. 
Fue condenado a más de 3.000 años de prisión, siendo su personalidad calificada por los psicólogos penitenciarios como «fría y narcisista». Como es habitual en presos por terrorismo, estuvo siempre clasificado en el primer grado, el más duro de los existentes. Esta clasificación se tradujo en reclusión en módulos de vigilancia especial, registros periódicos, restricción de contacto con otros presos, pocas horas de patio, acompañado de la intervención de las comunicaciones con el exterior. Por otra parte, en virtud de la política de dispersión penitenciaria de los presos de ETA estuvo en numerosas cárceles: Herrera de la Mancha, Sevilla, Ceuta, Palma de Mallorca, Las Palmas de Gran Canaria, Murcia, Ibiza, Melilla, El Puerto de Santa María y Algeciras.
De Juana siempre trató de situarse como jefe del grupo de etarras presos. Sin embargo, nunca fue designado por ETA jefe de lo que denominaban frente de makos (prisiones), ya que nunca terminaron de confiar en él.
Durante sus años de reclusión, De Juana siguió recibiendo la atención de los medios de comunicación, dando muestras de su constante falta de arrepentimiento. El 30 de enero de 1998, tras el atentado en Sevilla donde un comando de ETA asesinó al concejal Alberto Jiménez-Becerril Barrio y a su esposa Ascensión García, mostró su alegría escribiendo en una carta «sus lloros son nuestras sonrisas y terminaremos a carcajada limpia». En julio de 1992 remitió una carta al juez de vigilancia penitenciaria de Cádiz avisándole de que figuraba en las listas de ETA como «ejecutable». El 6 de mayo de 1998, tras el asesinato por parte de ETA del concejal de UPN, Tomás Caballero, le solicitó al director de la cárcel donde se encontraba recluido champán y langostinos para celebrarlo. 
Intentó su evasión en helicóptero, junto con otros cuatro etarras, de la prisión de Herrera de la Mancha el 2 de marzo de 1990, tras lo que fue trasladado a la cárcel de Sevilla 2. Poco después, se le trasladó a Melilla, donde protagonizó una huelga de hambre de cuatro días.  
El 18 de diciembre de 1990, De Juana y el resto de integrantes del "Comando Madrid" fueron condenados a 1.750 años de cárcel por el asesinato de cinco guardias civiles en 1986. 
En mayo de 1991, trató de fugarse nuevamente de la prisión de Palma de Mallorca. En 1992, recluido en la prisión de El Puerto de Santa María, inicia su segunda huelga de hambre, en protesta por no permitírsele llamar por teléfono a su compañera más de una vez al mes. Poco después se supo que había tratado de fugarse en helicóptero de la prisión gaditana. Tras su estancia en la prisión de Las Palmas fue trasladado a El Puerto de Santa María en 1998 cuando el Gobierno español trasladó a 21 presos de ETA encarcelados en Canarias, Baleares, Ceuta y Melilla a prisiones de la península durante la primera tregua de ETA.
Paralelamente, De Juana se fue aislando del colectivo de presos de ETA, llegando a romper con su entonces compañera, Inmaculada Noble.

### Nuevo juicio y huelga de hambre (2006)
A punto de salir en libertad tras cumplir condena, se generó gran polémica debido a que el responsable confeso de la muerte de 25 personas y condenado a 3.129 años de reclusión fuese puesto en libertad tras 18 años de prisión debido a los beneficios de redención de pena que preveía el Código Penal de 1973, por el que fue juzgado, pero nuevamente De Juana fue procesado, y decretada su prisión preventiva, por escribir dos artículos de opinión en el diario Gara: Gallizo y El Escudo, en los que, según la sentencia de la Audiencia Nacional, amenazaba a responsables de prisiones, políticos y jueces señalándolos como objetivos de ETA.
El 7 de agosto de 2006, en pleno alto el fuego de ETA durante las conversaciones entre representantes del Gobierno y la organización, De Juana inició una huelga de hambre de 63 días contra lo que consideraba una "cadena perpetua", refiriéndose tanto a la aplicación de la doctrina Parot por parte de los jueces de la Audiencia Nacional como a la invención de delitos para procesar a ciudadanos presos una vez cumplida su condena, basándose en las declaraciones del ministro de Justicia, Juan Fernando López Aguilar, que declaró que el fiscal recurriría la excarcelación de De Juana «al límite de sus posibilidades y de las posibilidades del propio sistema judicial», viendo «si es posible que se pueda construir una nueva imputación penal por pertenencia a banda armada, amenazas o por continuidad de alguna forma de la actividad terrorista, incluso desde la cárcel». Esta huelga de hambre no contaba con el respaldo de la cúpula de ETA, ya que, en el contexto de las citadas conversaciones, era la primera vez en la historia de la organización que un miembro encarcelado de ETA ejecutaba una medida de presión de este tipo sin consultar anteriormente con la dirección de la banda y por un asunto que le afectaba a él exclusivamente. A finales del verano, el dirigente etarra Juan Lorenzo Lasa Mitxelena (Txikierdi) le hizo llegar por diferentes conductos un mensaje de descontento por parte de la dirección. La huelga de hambre fue, en sus primeros momentos, un motivo de malestar tanto para ETA como para su entorno (la noticia de la huelga tardó 11 días en ser publicada en Gara), puesto que se llevaba a cabo en pleno alto el fuego.
El 6 de octubre fue trasladado desde el hospital gaditano Punta Europa hasta la unidad de nutrición del hospital 12 de Octubre en Madrid.
Tras finalizar dicha huelga el día 8, De Juana indicó que su decisión no estuvo condicionada por su estado de salud, sino que se debía a las innumerables peticiones realizadas por su entorno familiar y social para que no prosiguiera con el ayuno, y al compromiso de la sociedad vasca a la hora de reivindicar la vuelta de todos los presos, si bien fuentes de la lucha antiterrorista achacan el fin de la huelga al descontento de la dirección de la banda.
El 27 de octubre de 2006 comenzó el juicio en la Audiencia Nacional por un delito relativo a la publicación de dos artículos de De Juana en el diario Gara. La sentencia fue emitida el 6 de noviembre, y en ella se le condenaba a doce años y siete meses por un delito de amenazas terroristas, con la agravante de reincidencia.
El día anterior a la recepción oficial de su condena y ante la noticia no oficial de la misma, comenzó una nueva huelga de hambre porque en su opinión ya había cumplido su condena. El 16 de noviembre la Audiencia autoriza controles médicos del preso para velar por su salud y su integridad física. Al negarse a alimentarse, el 24 de noviembre, la Audiencia ordenó su traslado a la Unidad de Nutrición del Hospital 12 de Octubre de Madrid. El 12 de diciembre, De Juana comienza a ser alimentado, en contra de su voluntad, con una sonda nasogástrica.
El 23 de enero de 2007 los médicos que le atendían manifestaron que podía morir en cualquier momento. El 25 de enero la Audiencia Nacional decidió sobre las acciones que debían ser tomadas con De Juana. La Asociación Víctimas del Terrorismo (AVT) solicitaba la continuación de la medida, el ministerio fiscal la prisión atenuada con permanencia en domicilio y la defensa la libertad provisional por razones humanitarias y debido a la imposibilidad de fuga. Se decidió por 12 votos a favor y 4 en contra que, debido al grave estado en que se encontraba por su huelga de hambre, el procesado continuara en prisión porque su situación había sido provocada libre y voluntariamente por él mismo.
Por otra parte se ordenó embargar los derechos de autor del etarra para poder pagar las indemnizaciones a las víctimas.
El día 6 de febrero, De Juana es de nuevo noticia por la publicación de una entrevista en el diario británico The Times ilustrada por una imagen suya en la que aparecía amarrado a la cama y con una gran pérdida de peso. La publicación de la entrevista causó gran polémica. Posteriormente se supo que la entrevista se había realizado por carta y, según el Ministerio del Interior, que las fotos las hicieron sus abogados y que, para la foto, se rapó el pelo y se amarró a la cama (puesto que sólo era amarrado cuando se le alimentaba)
El 12 de febrero de 2007 el Tribunal Supremo rebajó su condena de 12 a 3 años a petición de la Fiscalía, si bien De Juana declaró que no abandonaría su huelga de hambre hasta no ser puesto en libertad. El 23 de febrero, De Juana se retiró la sonda por la que era alimentado Semanas más tarde, el 1 de marzo, el Ministerio de Interior resolvió concederle la prisión atenuada, lo que implicó su traslado a un hospital del País Vasco y su posterior reclusión en su domicilio particular. Tras serle concedida la prisión atenuada, De Juana abandonó la huelga de hambre.

### Salida del hospital (2007)
El 4 de junio de 2007 De Juana volvió a amenazar con declararse de nuevo en huelga de hambre si Instituciones Penitenciarias le obliga a llevar una pulsera de control. El portavoz de Askatasuna, Juan María Olano, manifestó que el etarra rechaza esta medida ya que le haría sentir como "un perro".
El 6 de junio de 2007, tras recibir el alta hospitalaria, volvió a ser trasladado a la prisión de Aranjuez, para cumplir el tiempo de condena que le quedaba.
El 11 de febrero de 2008, Iñaki contrajo matrimonio con su compañera sentimental Irati Aranzabal, miembro de Etxerat, la organización de familiares y amigos de presos de ETA. El enlace matrimonial se celebró en la cárcel de Aranjuez. Dos presos de ETA ejercieron como testigos.

## Puesta en libertad (2008)
El 2 de agosto de 2008 salió en libertad al cumplir la pena por su última condena. Su puesta en libertad vino acompañada de gran polémica que generó un amplio debate sobre la posibilidad de aplicar medidas aun tras el cumplimiento de la pena, al conocerse que De Juana viviría en la misma calle del barrio de Amara de San Sebastián donde viven varias víctimas de ETA, una de ella justo debajo del piso de De Juana. Otra de las víctimas es la madre de Joseba Pagazaurtundua. Antes de su llegada, en la puerta de su domicilio se realizaron pintadas amenazantes, asignándose escolta a De Juana, siendo el citado domicilio lugar de concentración de diversas asociaciones.
Alegando «la inaceptable campaña mediática y de intoxicación y presión sobre su familia y él mismo», De Juana comenzó de nuevo otra huelga de hambre a mediados de julio.
De Juana, pese a haber cumplido sus penas de prisión, aún adeudaba ocho millones de euros en concepto de las indemnizaciones civiles que fue condenado a pagar por los atentados en los que participó y nuevamente los medios señalaron que el piso en el que iba a vivir, si bien era propiedad originalmente de la madre de De Juana, fue comprado por su mujer, cuyo único ingreso conocido es el sueldo que recibe de Etxerat. Al conocerse estos hechos la Fiscalía inició una investigación sobre posibles irregularidades en la adquisición del piso con el fin de eludir las indemnizaciones a pagar sin que hasta la fecha se tenga noticia de su resultado.

## La polémica del caso
El hecho de que, tras 25 asesinatos terroristas y más de 3000 años de condena, De Juana cumpliera únicamente 18 de éstos provocó una gran polémica en España, y críticas al sistema penitenciario por parte de la oposición del Partido Popular y asociaciones de víctimas del terrorismo, llegando incluso a solicitarse responsabilidades por este hecho contra el Gobierno de José Luis Rodríguez Zapatero acusándosele de que «se podía haber hecho algo más». La vicepresidenta y portavoz del Gobierno, María Teresa Fernández de la Vega, manifestó al respecto que «nos repugna que esté en la calle, pero creemos en la ley».
Por otra parte, ciertos aspectos del proceso seguido contra De Juana fueron criticados por diversos penalistas, argumentándose que había supuesto una peligrosa excepcionalidad habiéndose dictado resoluciones con cambios bruscos de criterio judicial por impulso de la opinión pública que afectaron a los beneficios penitenciarios que debía disfrutar el penado y a su posterior puesta en libertad.

## Nuevo procedimiento: el homenaje (2008)
El 4 de agosto de 2008, cuatro días después de su puesta en libertad, la Audiencia Nacional hizo público que había acordado la apertura de una investigación por un presunto delito de enaltecimiento del terrorismo, a causa de una supuesta carta del excarcelado que fue leída en un acto, al que De Juana no asistió, convocado por los movimientos del entorno de la izquierda abertzale para homenajearle. De Juana negó, por medio de su abogado, ser el autor de dicha carta.
En el texto de la carta publicado en Gara, se definía a De Juana como «una víctima del estado de excepción no democrático» creado por Francia y España y denunciaba la «dura lucha» de estos Estados con «ilegalizaciones, presión policial y torturas». En el homenaje se recordó a los presos de ETA y se criticó la política penitenciaria del Gobierno, finalizando profiriendo algunos asistentes gritos de enaltecimiento a ETA.
El 11 de noviembre de 2008, la Audiencia Nacional decretó el ingreso en prisión de De Juana, ordenando su busca y captura internacional por no comparecer para ser interrogado como imputado por un delito de enaltecimiento del terrorismo, puesto que no pudo ser localizado en diversos domicilios.

## Labor literaria
En la cárcel, De Juana escribió algunos libros cuya elaboración le supuso beneficios penitenciarios, posteriormente anulados:
- Días, editado en euskera con el título Egunak.
- La senda del abismo, novela de ficción.

En el año 2000, la Audiencia Nacional embargó los derechos de autor por sus libros publicados para pagar la indemnización civil a la familia de un agente de la Guardia Civil asesinado en 1985, incluyendo otra obra más titulada Raíces de roble que, según su editorial, fue solo un proyecto de trabajo que no existe. 
Durante 2007 se le embargaron a De Juana 520 euros en concepto de derechos de autor. Desde su publicación se vendieron 3.694 ejemplares de La senda del abismo y 5.505 de Dias/Egunak en sus dos ediciones de castellano y euskera.